# Tytus z Krety

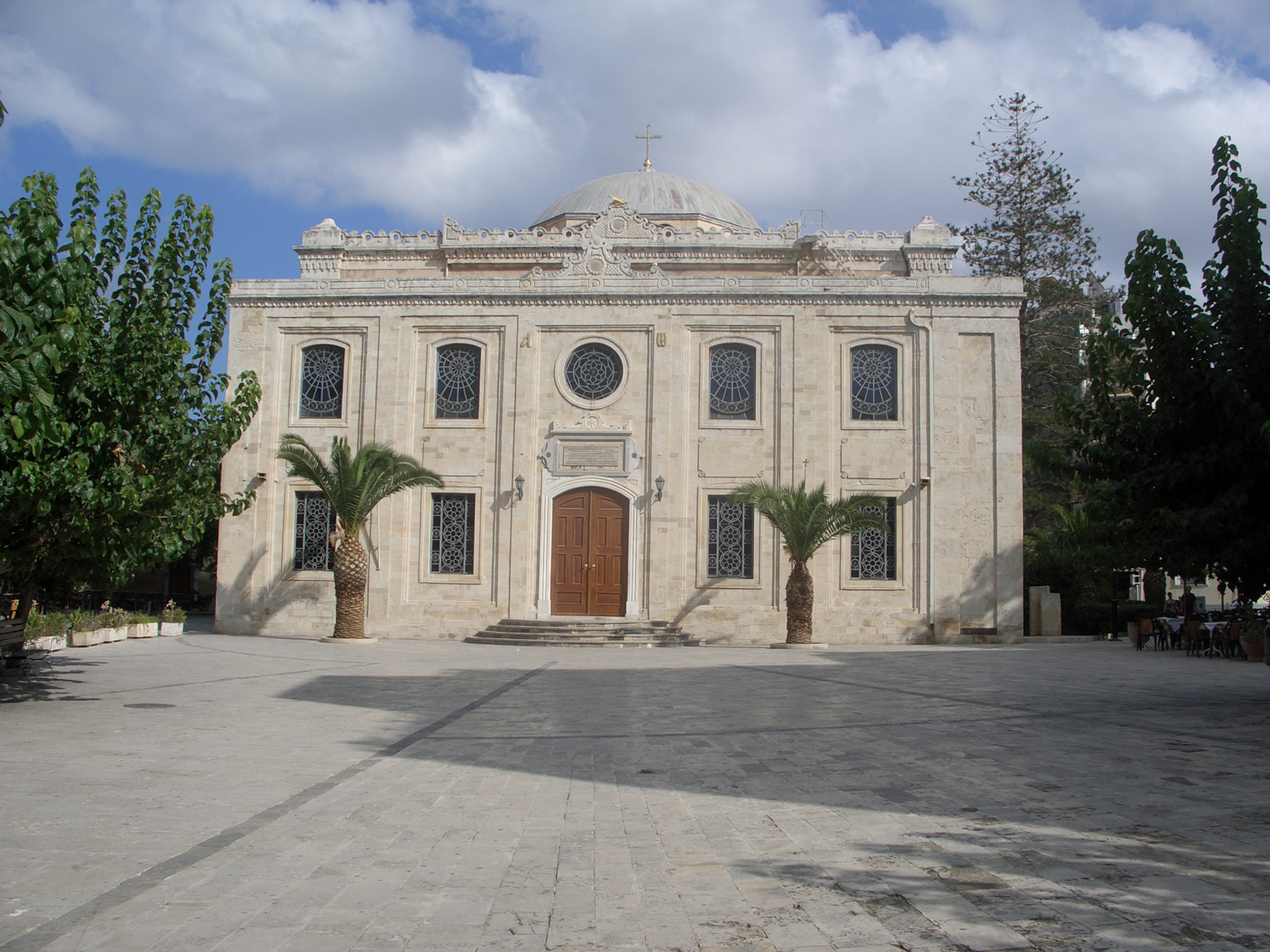
Cerkiew św. Apostoła Tytusa w Heraklion.

Tytus z Krety, Tytus Kreteński, apostoł Tytus, cs. Apostoł Tit, jepiskop Kritskij (ur. ok. 2 w Antiochii Syryjskiej, zm. ok. 96 prawdopodobnie w Gortynie) – uczeń św. Pawła Apostoła, biskup, apostoł Krety, święty Kościoła katolickiego i prawosławnego.

## Życiorys
Tytus znany jest wyłącznie z listów św. Pawła. Pochodził z rodziny grecko-rzymskiej, zamieszkałej w okolicy Antiochii Syryjskiej (dzisiejsza Turcja). Stamtąd zabrał go Apostoł do Jerozolimy.
Tytus został wyznaczony przez św. Pawła na biskupa Krety – opiekował się tamtejszą gminą chrześcijańską. W Nowym Testamencie znajduje się list skierowany do Tytusa napisany ok. 65 roku przez św. Pawła.
Tytus zmarł w wieku 94 lat. Grób Tytusa znajduje się prawdopodobnie w Gortynie, gdzie według legendy miał ponieść śmierć męczeńską, natomiast relikwie Grecy przenieśli w 1662 roku do Bazyliki św. Marka w Wenecji. W roku 1966 Paweł VI zwrócił je Cerkwi prawosławnej na Krecie, gdzie spoczywają w mieście Heraklion (Iraklion).

## Kult
Święty Tytus jest patronem Krety.
Dzień obchodów
Wspomnienie liturgiczne w Kościele katolickim (w zwyczajnej formie rytu rzymskiego) obchodzone jest 26 stycznia, obok św. Tymoteusza, biskupa z Efezu (również patrona Krety). W nadzwyczajnej formie rytu rzymskiego obchód ten ma miejsce 6 lutego (święto św. Tymoteusza jest oddzielnym obchodem, który przypada 24 stycznia).
Cerkiew prawosławna wspomina apostoła Tytusa dwukrotnie:
- 4/17 stycznia[1], tj. 17 stycznia według kalendarza gregoriańskiego (na pamiątkę soboru siedemdziesięciu apostołów)
- 25 sierpnia/7 września, tj. 7 września według kalendarza gregoriańskiego.

Ikonografia
W ikonografii święty przedstawiany jest w stroju biskupim lub stroju przyjętym dla apostołów (przeważnie w zielonym paliuszu). Ma krótką, kasztanową brodę.
Jego atrybutem jest księga, w dłoni często trzyma krzyż.